# Cundhi

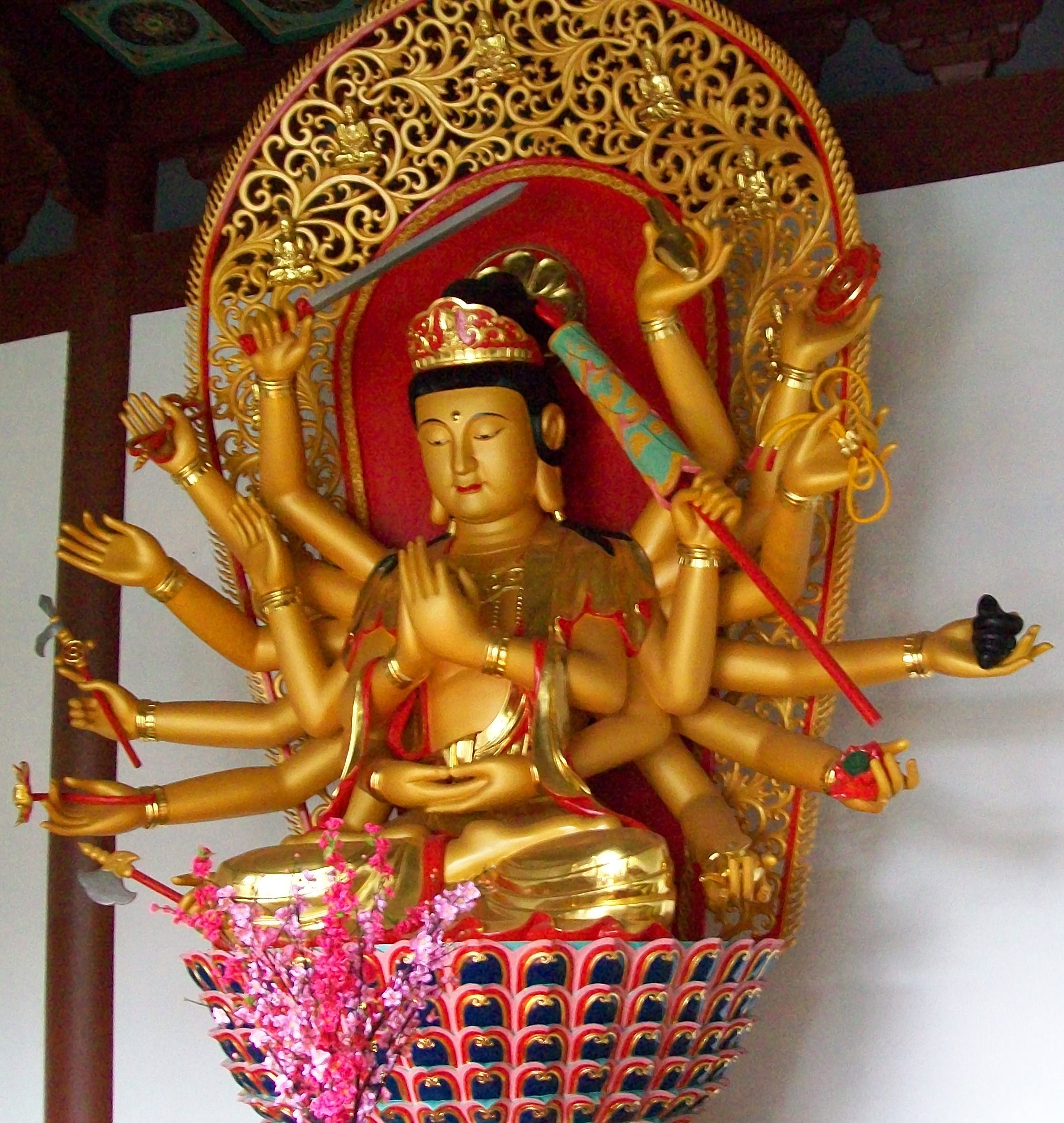
Statue de Cundhi à 18 bras au Temple de Lingyin à Hangzhou.

Le Bodhisattva Cundhi est un grand bodhisattva féminin vénéré par toutes les écoles bouddhiques y compris le tantrisme, appelé aussi Cundhi Avalokiteśvara, Maître des dieux et des hommes (Devamanuṣapati) Avalokiteśvara, Cundhi mère des bouddhas, est un des six Avalokiteśvaras, appelé aussi la mère de toutes les divinités de la Division du Lotus, ou la mère de soixante-dix millions de bouddhas. Son nom secret est le Vajra suprême. 
Son mantra est :
« namaḥ saptānāṃ samyaksaṃbuddha koṭīnāṃ tadyathā
oṃ cale cule cunde svāhā. »